# Телячьево (Вологодская область)
Телячьево — деревня в Вологодском районе Вологодской области.
Входит в состав Новленского сельского поселения, с точки зрения административно-территориального деления — в Новленский сельсовет.
Расстояние по автодороге до районного центра Вологды — 54 км, до центра муниципального образования Новленского — 4 км. Ближайшие населённые пункты — Владычнево, Курдумово, Ермолово, Романово, Курово, Перхурьево.
По переписи 2002 года население — 6 человек.